# Live in a Dive: Lagwagon
Live in a Dive: Lagwagon è un album live della serie Live in a Dive pubblicato dal gruppo punk rock Lagwagon l'8 febbraio 2005 dalla Fat Wreck Chords registrato durante il giugno 2003 all'House Of Blues di Hollywood in Los Angeles (CA). All'interno del liricbook vi è una storia illustrata scritta da Jesse Buglione che racconta le vicende horror dei cinque membri. La versione in vinile fu venduta all'inizio con il fumetto ben rilegato. All'interno del cd c'è anche un filmato con Mr Coffee live e l'intervista fatta da Fat Mike al gruppo.

## Tracce
1. Alien 8 – 3:08
2. Violins – 2:43
3. Messengers – 2:29
4. Never Stops – 3:41
5. Sick – 2:53
6. Island of Shame – 2:30
7. Give It Back – 2:43
8. Making Friends – 2:54
9. After You My Friend – 2:26
10. Razor Burn – 2:45
11. Falling Apart – 3:04
12. Sleep – 3:07
13. Mister Bap – 0:40
14. Beer Goggles – 3:36
15. The Chemist – 3:02
16. Coconut – 1:57
17. May 16th – 3:03
18. Bombs Away – 3:43
19. Back One Out – 3:03
20. Burn – 3:33
21. Coffee and Cigarettes – 2:57
22. Stokin' the Neighbors – 3:16

### Traccia video
23. Mr Coffee (Live) e intervista

## Formazione
- Joey Cape - voce - chitarra
- Chris Flippin - chitarra
- Chris Rest - chitarra
- Jesse Buglione - basso
- Dave Raun - batteria